# Strømmen Station (Danmark)
|  | Denne artikel er om en nedlagt station i Randers Kommune. For stationen i Strømmen i Norge, se Strømmen Station |
Strømmen Station var en jernbanestation på Randers-Ryomgård-banen, der blev anlagt i 1876 som privatbane og overtaget af staten i 1881. Strækningens persontrafik ophørte 2. maj 1971, men banen blev anvendt som godsbane frem til 1993. Sporet findes stadig mellem Randers og Allingåbro.

## Stationsbygningen
Den første Strømmen Station lå for enden af Gl. Stationsvej lige vest for Aarhusvej. Den nuværende stationsbygning 200 m øst for Aarhusvej er fra 1905 og ligger på adressen Strømmen 32 i bydelen Strømmen i Kristrup Sogn i Randers Kommune. Stationsbygning, pakhusbygning og perron blev fredet i 2005.
Stationsbygningen er tegnet af DSBs overarkitekt Heinrich Wenck i nationalromantisk stil. Den er udformet som en asymmetrisk "klump" med et vekslende antal etager. I den østlige ende er bygningen i én etage, mens den i den vestlige ende stiger i højde til to etager. Bygningen er opført i røde mursten på et fundament af granit og tækket med skifer, der er lagt som bæverhaler. I det indre er rummene velbevarede; bl.a. findes en vestibule med flisegulv og bjælkeloft med sildebensmønster.

## Bevaret nedlagt banetracé
Fra Strømmen Station udgik et sidespor til virksomhederne ved Tronholmen på sydsiden af fjorden, først og fremmest S.C. Sørensen. På Topografisk Kort 1953-76 delte sporet sig i en vestlig og en østlig gren. På Topografisk Kort 1980-2001 ses kun den østlige gren, som til gengæld er ført længere ud ad Tronholmen. På dette 1 km lange spor findes skinner og vejskilte stadig, hvorimod der ikke findes rester af det vestlige spor.
- Sidesporet starter i sporskiftet tv. og krydser vejen længere fremme
- Skinner i græsset tv. – forude overskæringen på Grenåvej
- Skinnerne ligger i græsset nord for Grenåvej
- Skinnerne ligger langs Tronholmen og fortsætter bag bommen forude

- Wikimedia Commons har flere filer relateret til Randers Havnebane